# Jan Stamieszkin

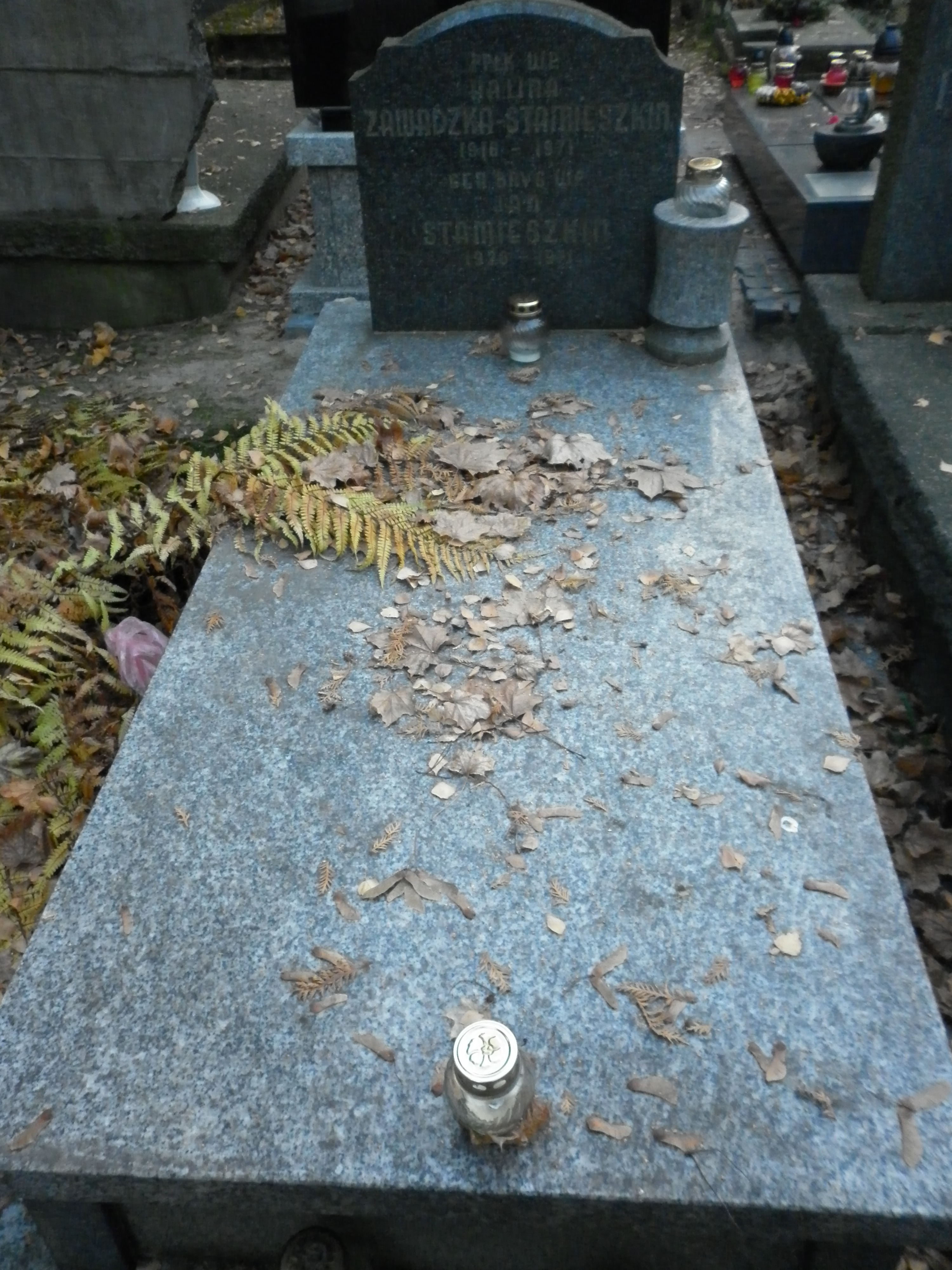
Grób Jana Stamieszkina na Wojskowych Powązkach

Jan Stamieszkin (ur. 27 maja 1920 w Warszawie, zm. 20 listopada 1971 tamże) – generał brygady LWP.

## Życiorys
Po ukończeniu gimnazjum humanistycznego w Warszawie w 1937, studiował biologię w Wolnej Wszechnicy Polskiej. We wrześniu 1939 wstąpił na krótko do milicji radzieckiej, potem do 1941 studiował w Lwowskim Instytucie Medycznym. Pod koniec czerwca 1941 wstąpił do Armii Czerwonej, służąc jako dowódca plutonu sanitarnego. Od sierpnia 1941 felczer wojskowy. Jesienią 1941 ranny w walkach na Ukrainie. W 1942 skończył Auto-Moto szkołę i został skierowany do 35 zmechanizowanego pułku 1 Brygady, I Zmechanizowanego Korpusu. Skończył wojnę jako porucznik, d-ca plutonu zmechanizowanego. W latach 1946–1947 ponownie studiował we Lwowie, następnie wrócił do Warszawy i wstąpił do WP. Początkowo był oficerem lotnictwa, odbył kurs w szkole oficerskiej w Dęblinie i staż w 5 szturmowym pułku lotniczym w Bydgoszczy, a od 1949 był oficerem politycznym, m.in. zastępcą komendanta Technicznej Szkoły Wojsk Lotniczych ds. politycznych w Zamościu. 31 grudnia 1950 został zastępcą dowódcy 5 Dywizji Lotnictwa Myśliwskiego ds. politycznych w Warszawie. W latach 1954–1955 ukończył kurs akademicki w Akademii Sztabu Generalnego WP w Rembertowie, a w 1956 studia w ASG. Szef sztabu 5 Dywizji Lotnictwa Myśliwskiego, od 1957 szef sztabu Dowództwa Lotnictwa Operacyjnego w Poznaniu. Od 1959 do 1961 zastępca szefa, a od 1961 szef sztabu Dowództwa Wojsk Obrony Przeciwlotniczej Obszaru Kraju. Od lipca 1962 szef sztabu i zastępca dowódcy Wojsk Obrony Powietrznej Kraju. Od października 1963 generał brygady; nominację wręczył mu w Belwederze przewodniczący Rady Państwa Aleksander Zawadzki w obecności ministra obrony Mariana Spychalskiego. W lipcu 1967 zwolniony ze stanowiska podczas antysemickiej czystki w Wojsku Polskim. W kwietniu 1968 przeniesiony do rezerwy z powodu złego stanu zdrowia, następnie przeniesiony w stan spoczynku. Pochowany na cmentarzu Powązki Wojskowe w Warszawie (kwatera A14-3-3).

## Życie prywatne
Mieszkał w Warszawie. Żonaty z Haliną z domu Zawadzką (1916-1971). Małżeństwo miało córkę i syna.

## Odznaczenia
- Order Sztandaru Pracy II klasy (1964)
- Krzyż Komandorski Orderu Odrodzenia Polski (1964)
- Krzyż Kawalerski Orderu Odrodzenia Polski (1958)
- Złoty Krzyż Zasługi (1949)
- Medal 10-lecia Polski Ludowej
- Pamiątkowa odznaka XX-lecia Oficerskiej Szkoły Lotniczej (1965)
- Order Czerwonej Gwiazdy (ZSRR, trzykrotnie)
- i inne